# Andreas Schlüter
Andreas Schlüter (Gdańsk, 1659. vagy Hamburg 1664. Szentpétervár 1714.) porosz építész és szobrász, stukkátor.

## Életpályája

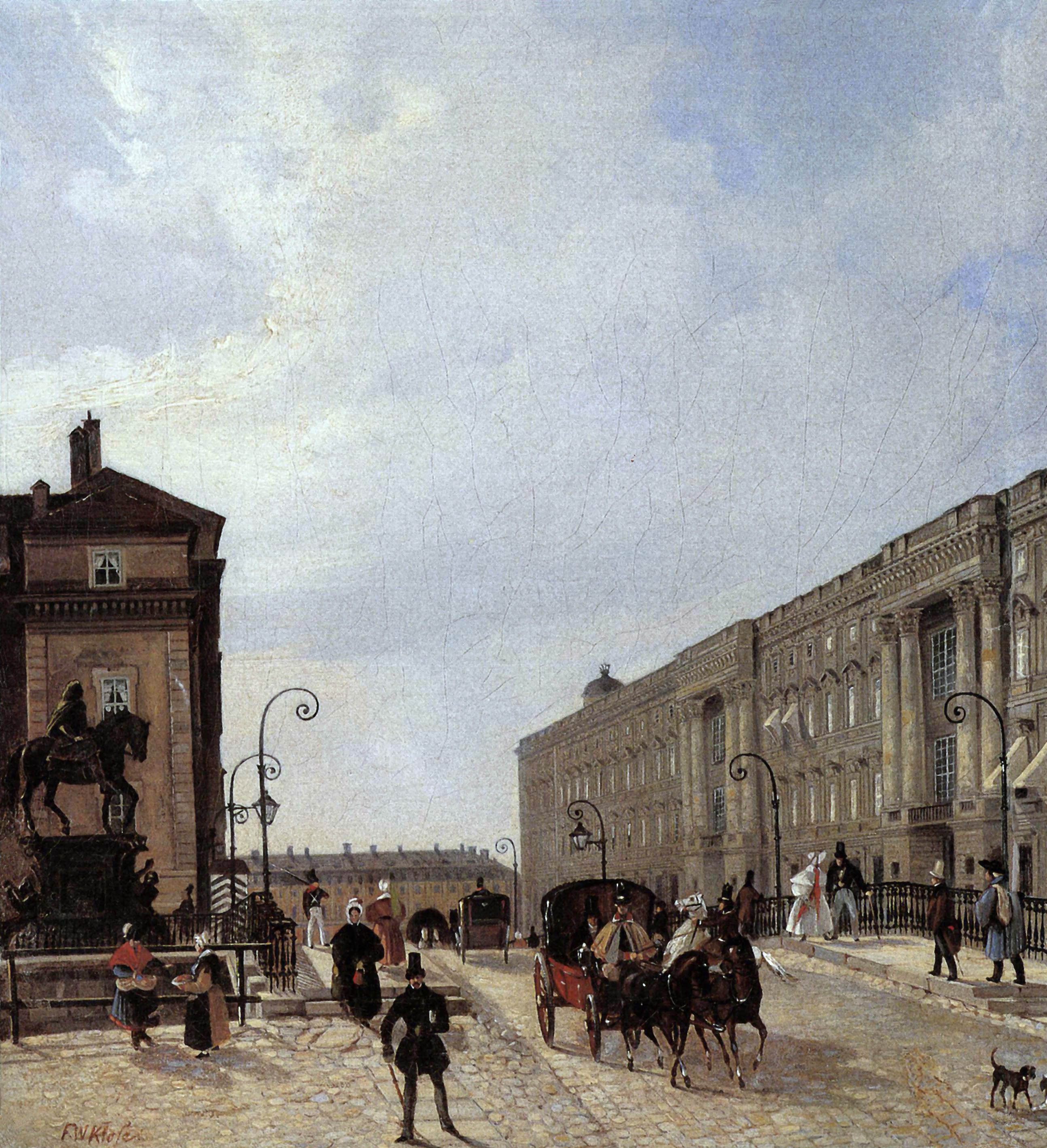
Berlini városi kastély és a Nagy Választófejedelem lovasszobra a Hosszú Hídon

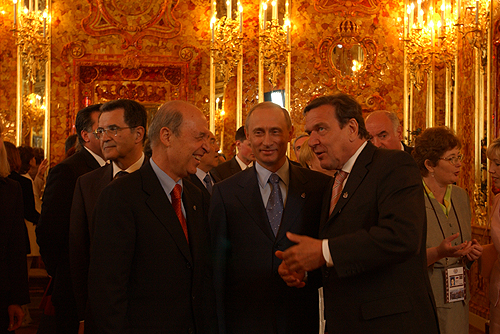
A borostyánszoba

Különböző időpontok merülnek fel születési éveként. Sok forrás úgy tartja, hogy 1664-ben született Hamburgban. Más adatok szerint 1659-ben látta meg a napvilágot Gdańskban. Andreas Schlüter ill. ilyen nevű családok mind Hamburgban mind Gdańskban bizonyíthatóan léteztek. Vannak források, amelyek szerint Andreas Schlüter Wilhelm és Regina Schlüter gyermekeként 1659-ben jött a világra Gdańskban, és július 13-án keresztelték meg. Gdańskban nőtt föl, tanulmányait egy helyi szobrásznál Christoph Sapoviusnál kezdte, de ez nincs dokumentálva.

## Lengyelország és III. János lengyel király
1680-as évek elején Schlüter Lengyelországba utazott, ahol 1693-ig III. János alkalmazta. Életének ezen korszakára esik egy állítólagos olaszországi út, házassága a Gdańskból származó feleségével Anna Elisabeth Spangenberggel és gyermekeinek születése. 1681-től stukkátorként és szobrászként dolgozott Agostino Locci felügyelete alatt a lengyel királyi palotában Wilanówban illetve Tylman van Gameren vezetése alatt a gdański Mária-templom királyi kápolnájának főbejáratán. Ezen kívül valószínűleg az ő munkái a varsói Krasinski palota homlokzati domborműve is.
A lengyel király megbízásaitól függetlenül is  munkálkodott szobrászként valamint stukkátorként, különféle stukkók tervei az ő nevéhez fűződnek, pl. a gdański Hosszú Utca 7/8. szám alatti ház stukkómennyezete (amely a második világháborúban sajnos megsemmisült). Lengyelországi tartózkodásának utolsó éveiben a lengyel király családi birtokán, Żołkiewben (Ilyvó közelében)  tevékenykedett. A templomban 1694-ben a lengyel király több hozzátartozójának állítottak síremléket, amelyek ugyan csak részben maradtak meg, de a még meglévőek elegendőnek bizonyulnak Stanisław Daniłłowicz és Jakub Sobieski számára, hogy elsősorban a wilanówi kastély díszíeivel megegyező stílusjegyek alapján mint Schlüter munkáját igazolják.

## Berlin és III. Frigyes
1694-ben III. Frigyes választófejedelem (A későbbi I. Frigyes porosz király) meghívta Schlütert udvari szobrásznak Berlinbe, de ő mielőtt elfoglalta volna új pozícióját Franciaországba, Hollandiába és Olaszországba utazott, hogy a Berlini Művészeti Akadémia számára ókori szobrokról gipszlenyomatokat készítsen. Útján ismerkedett meg Michelangelo Buonarroti és Gian Lorenzo Bernini alkotásaival, amelyek nagy hatással voltak rá. Schlüter első munkái feltehetőleg ókori folyó- és tengeristenségek, amelyek régen a Lange Brücke kőkorlátjain voltak felállítva. Az első valóban nagyobb léptékű megbízása az 1695-ben Arnold Nering tervei alapján megkezdett Zeughaus, melynek árkádjain a záróköveket szoborszerű domborművekkel díszítette. Ezzel párhuzamosan Schlüter elkészítette III. Frigyes egész alakos szobrának és a Nagy Választófejedelem lovasszobrának a modelljét. Nehring és Martin Grünberg után 1699-ben itt Schlüter lett az építésvezető majd a berlini kastély építési igazgatója is. Ezen kívül Schlüter keze alól származnak a Gießhaus és a Kleiner Marstall tervei. 1702 és 1704 között szintén Schlüter tervei alapján készült az Alte Post épülete.
Leghíresebb az általa tervezett ún. borostyánszoba, amelyet eredetileg a lietzenburgi kastély számára tervezett, de végül a berlini kastélyba került, majd 1716-ban végül Nagy Péter orosz cárnak ajándékozták. Schlüter készítette ezen kívül II. Frigyes Homburg-Hessen tartománygrófjának a portrészobrát. 1703-ból való a berlini Mária-templom szószéke. Miután 1705 elhunyt Sophie Charlotte királynő, Schlüter készítette el szarkofágjának terveit. Nagy energiabefektetést kívánó feladatköre mellett még a berlini Művészetek Akadémiának az igazgatója is volt.

## A berlini karrier vége
Karrierje csúcsán Schlüter megbízást kapott, hogy a  pénzverde régi épületének a helyén újat építsen. A Schlüter tervei szerint 1702-ben kezdték el a munkálatokat, az új pénzverde részét képezte egy 96 méter magas torony, valamint egy vízraktározó a kastély parkjának az ellátására és a torony tetején egy harangjáték. Röviddel az építési munkálatok megkezdése után azonban komoly statikai problémák merültek fel, a mocsaras talaj nem bírta a súlyt. Az alapok masszív megtámogatása ellenére mind az alap, mind a torony megrepedeztek és a négy év alatt közel 60 méter magasra növekedett tornyot Schlüternek vissza kellett bontania. Ehhez párosult egy másik kisebb szerencsétlenség, a szintén Schlüter tervei alapján Freienwaldéban készülő új királyi nyári kastély homokdűlőre épült és éppen a király ott-tartózkodása idején csúszott meg. A király a vizsgálóbizottság ajánlása ellenére sem menesztette ugyan Schlütert, de a királyi főépítész posztról le kellett mondjon, a király haláláig mint udvari szobrász Berlinben maradt.

## Oroszország, Schlüter halála
Frigyes halála után Schlütert 1713-ban végleg menesztették. Még azon a nyáron Oroszországba utazott, ahol valószínűleg Nagy Péter szolgálatába állott, aki épp hozzálátott Szentpétervár kiépítéséhez. Schlüter életének ezen rövid szakaszáról azonban semmi bizonyosat nem tudni, azon kívül, hogy 1714-ben ott hunyt el.